# Letónia no Festival Eurovisão da Canção
A Letónia participou no Festival Eurovisão da Canção 24 vezes desde sua estreia em 2000, tendo estado presente em todas as edições desde então.

## Galeria

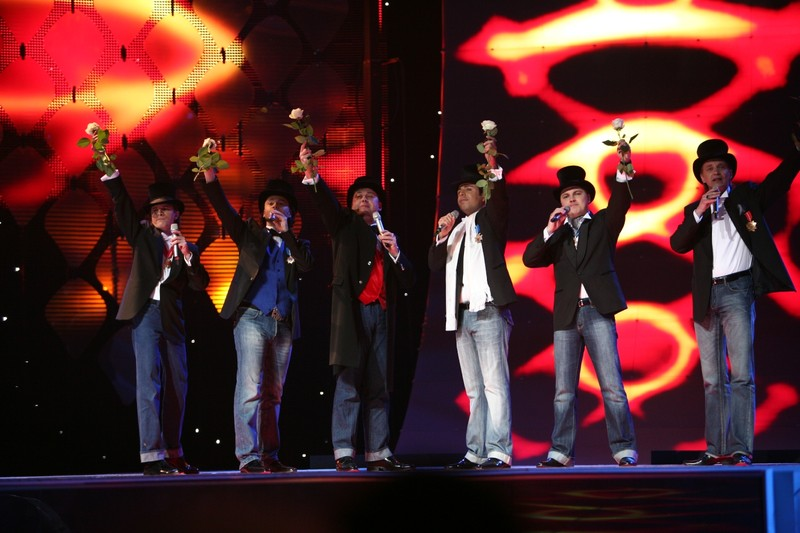
Bonaparti.lv em Helsínquia (2007)
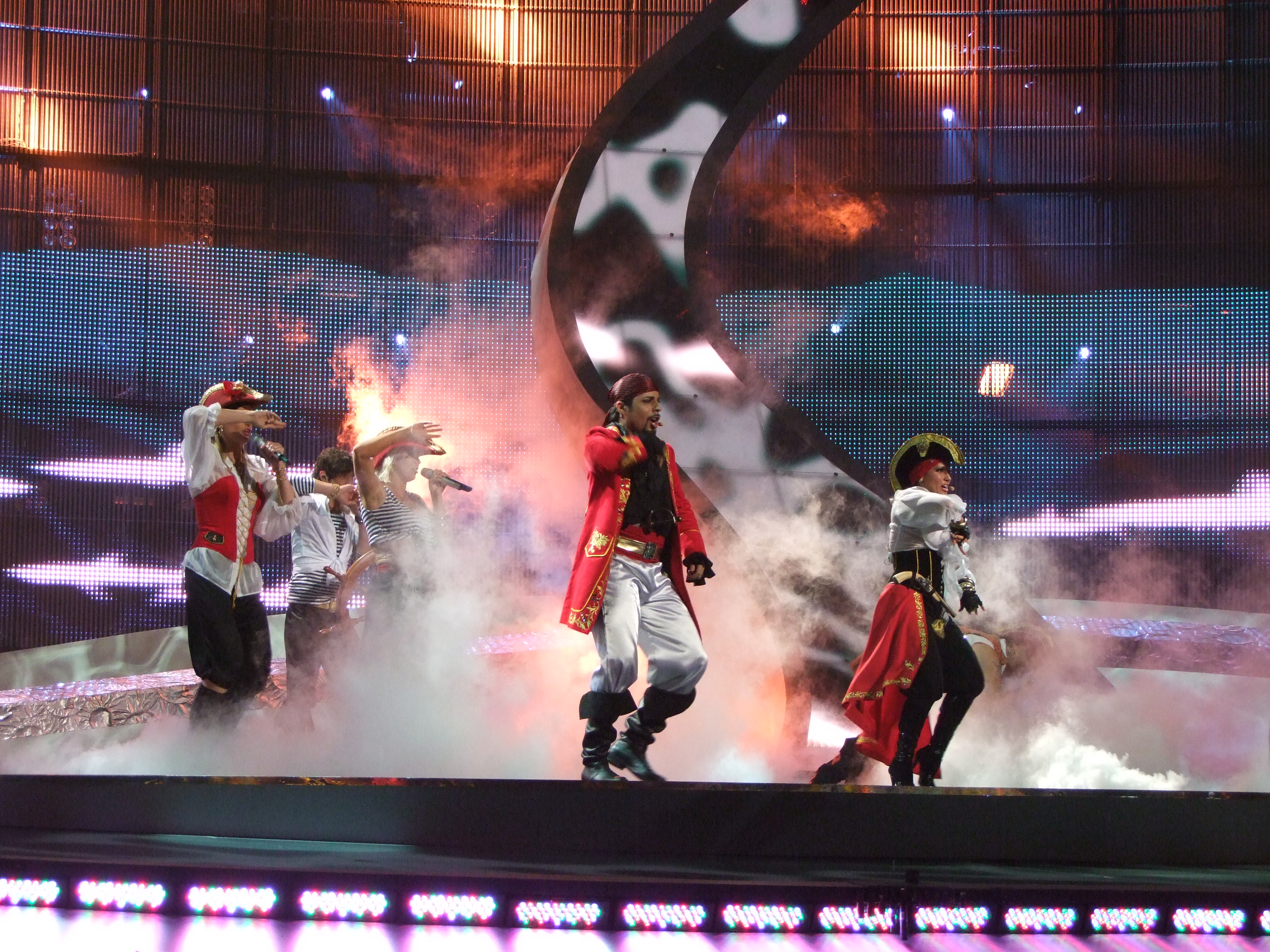
Pirates of the Sea em Belgrado (2008)
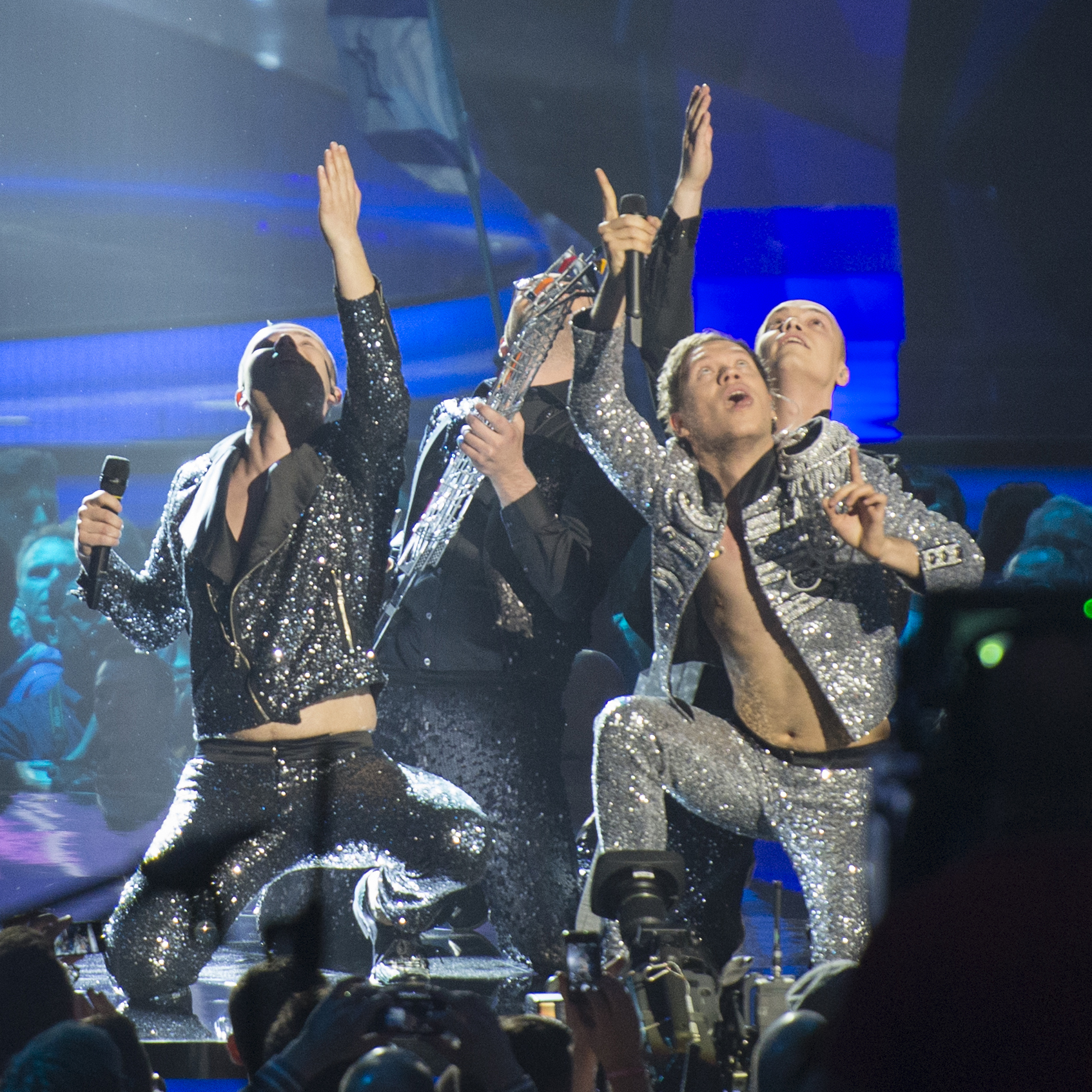
PeR em Malmö (2013)
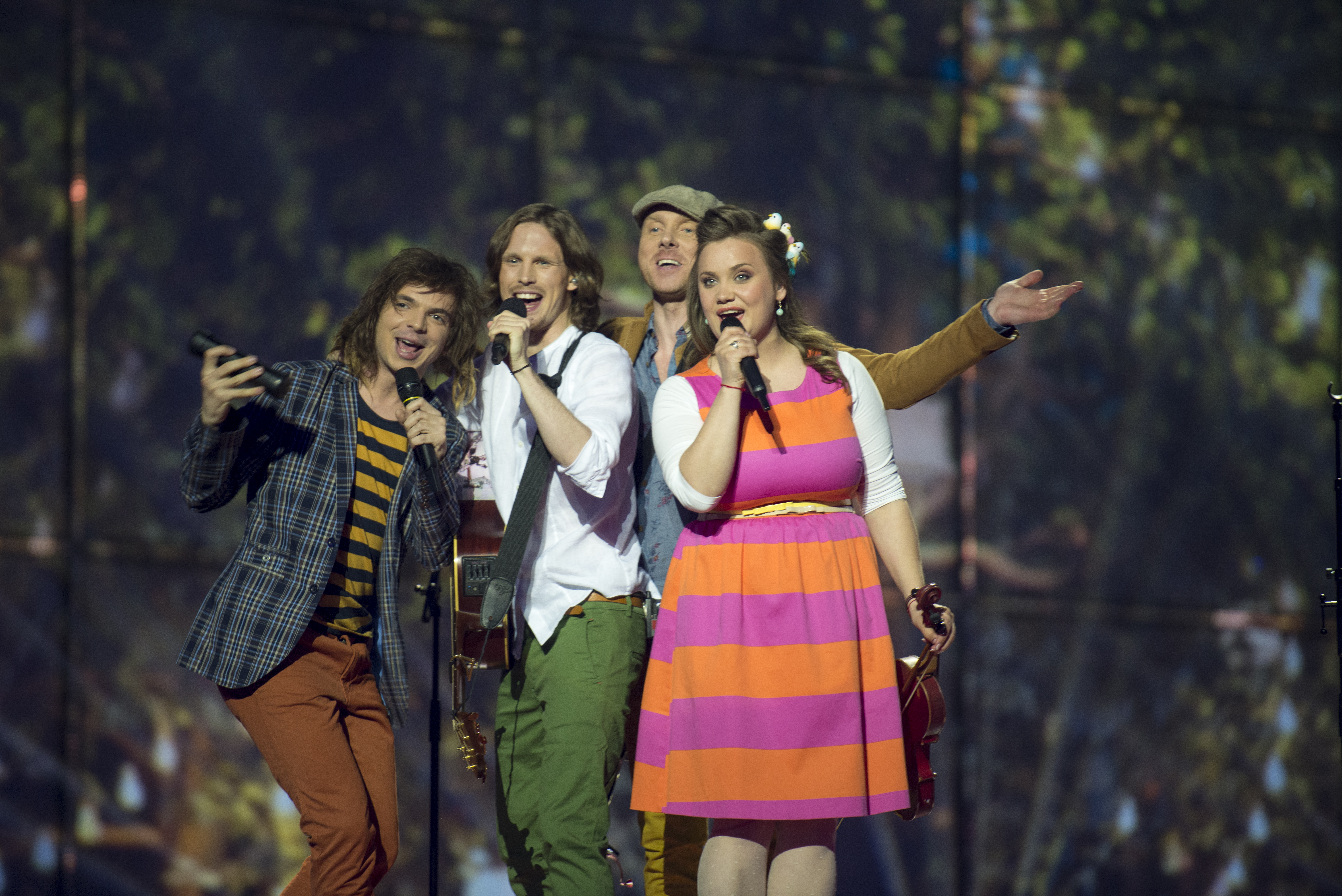
Aarzemnieki em Copenhaga (2014)
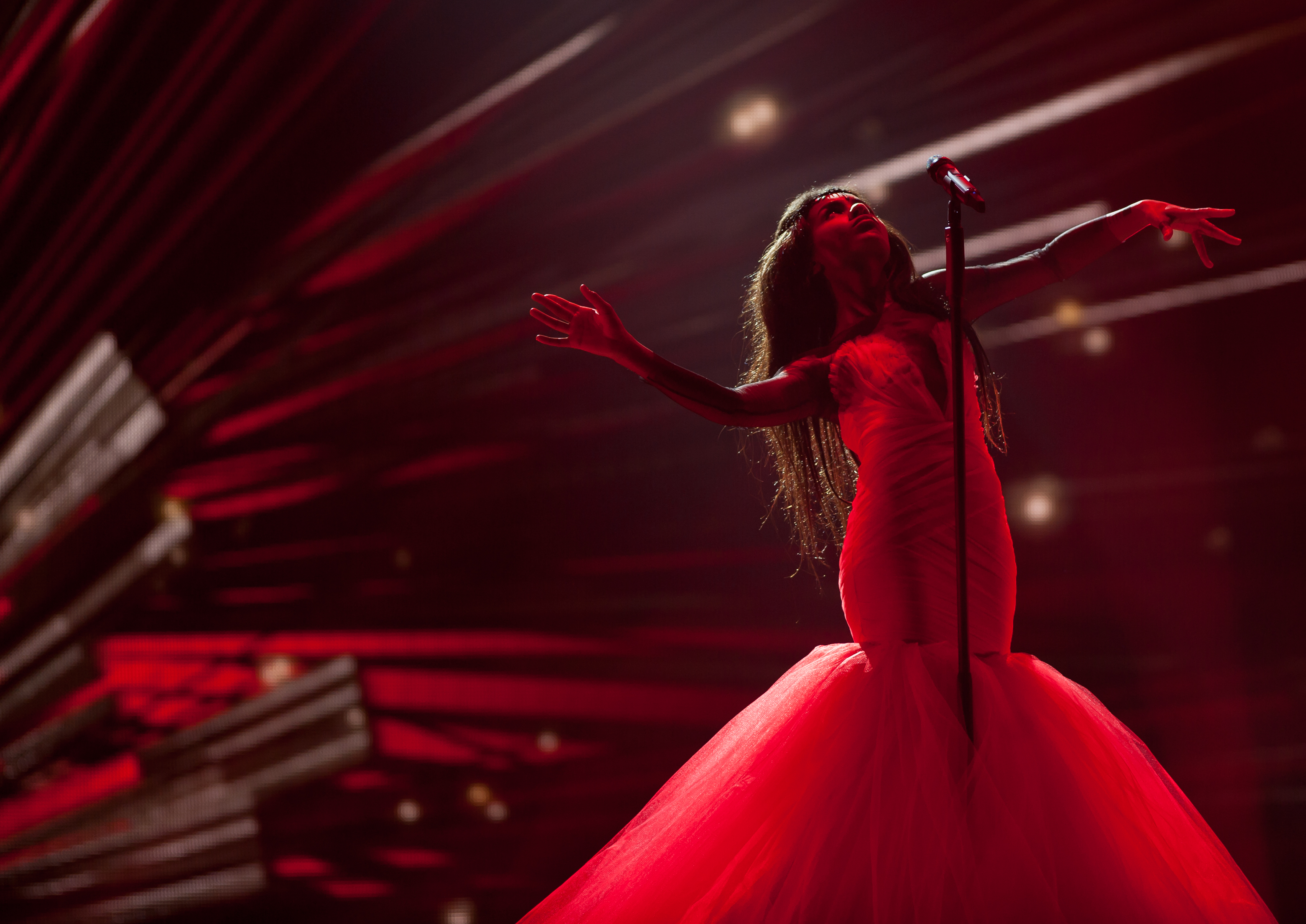
Aminata em Viena (2015)
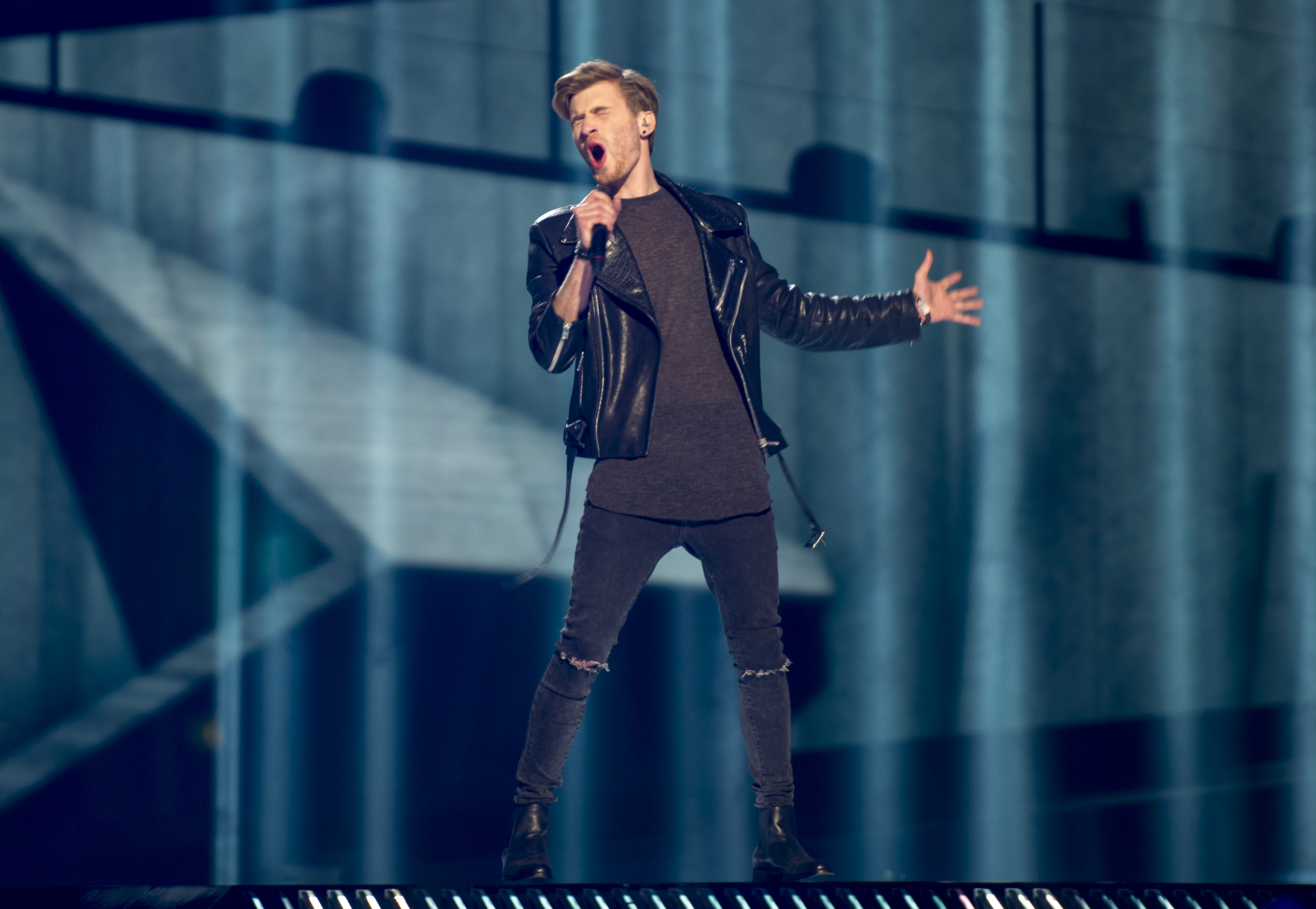
Justs em Estocolmo (2016)
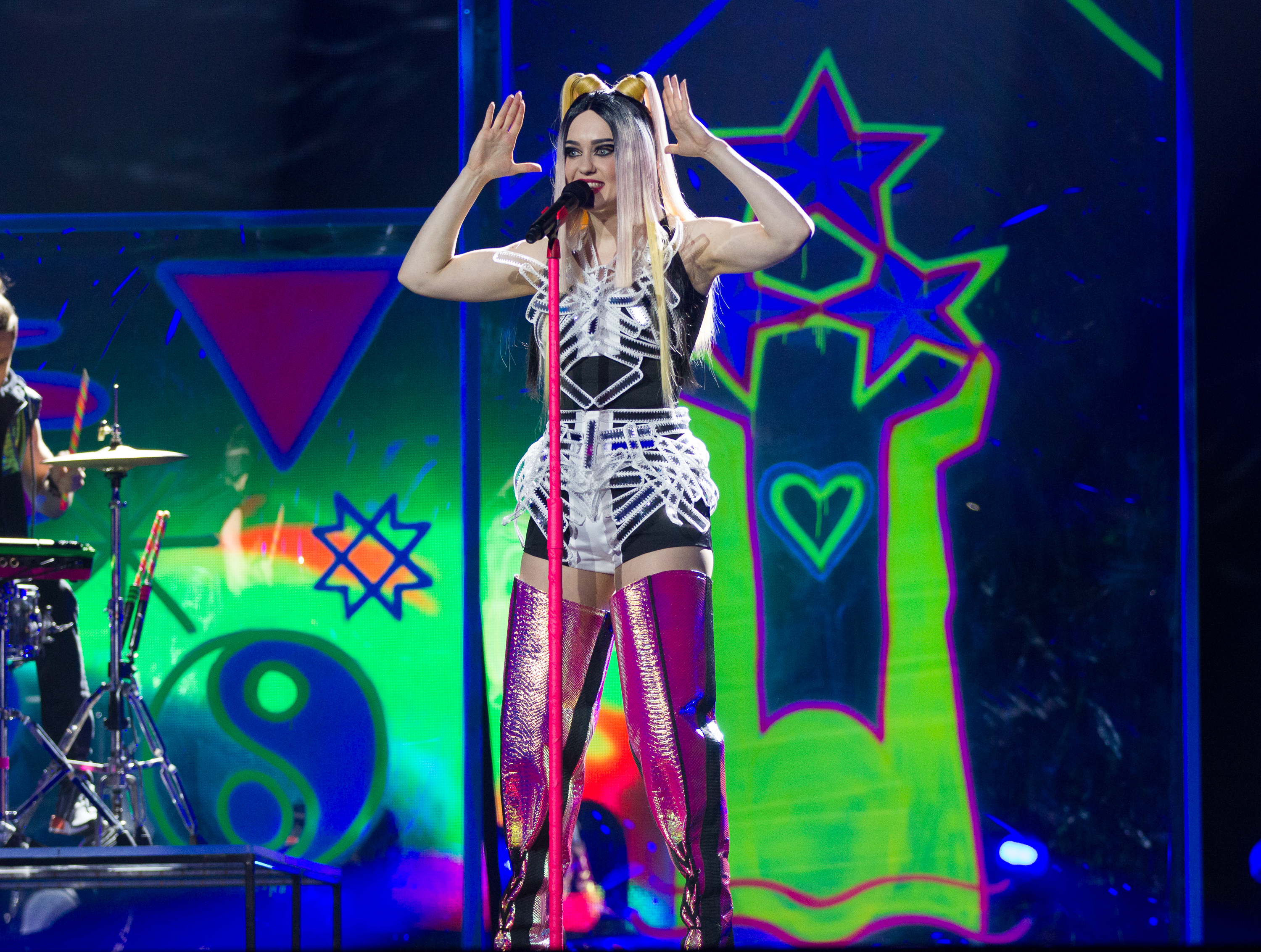
Triana Park em Kiev (2017)
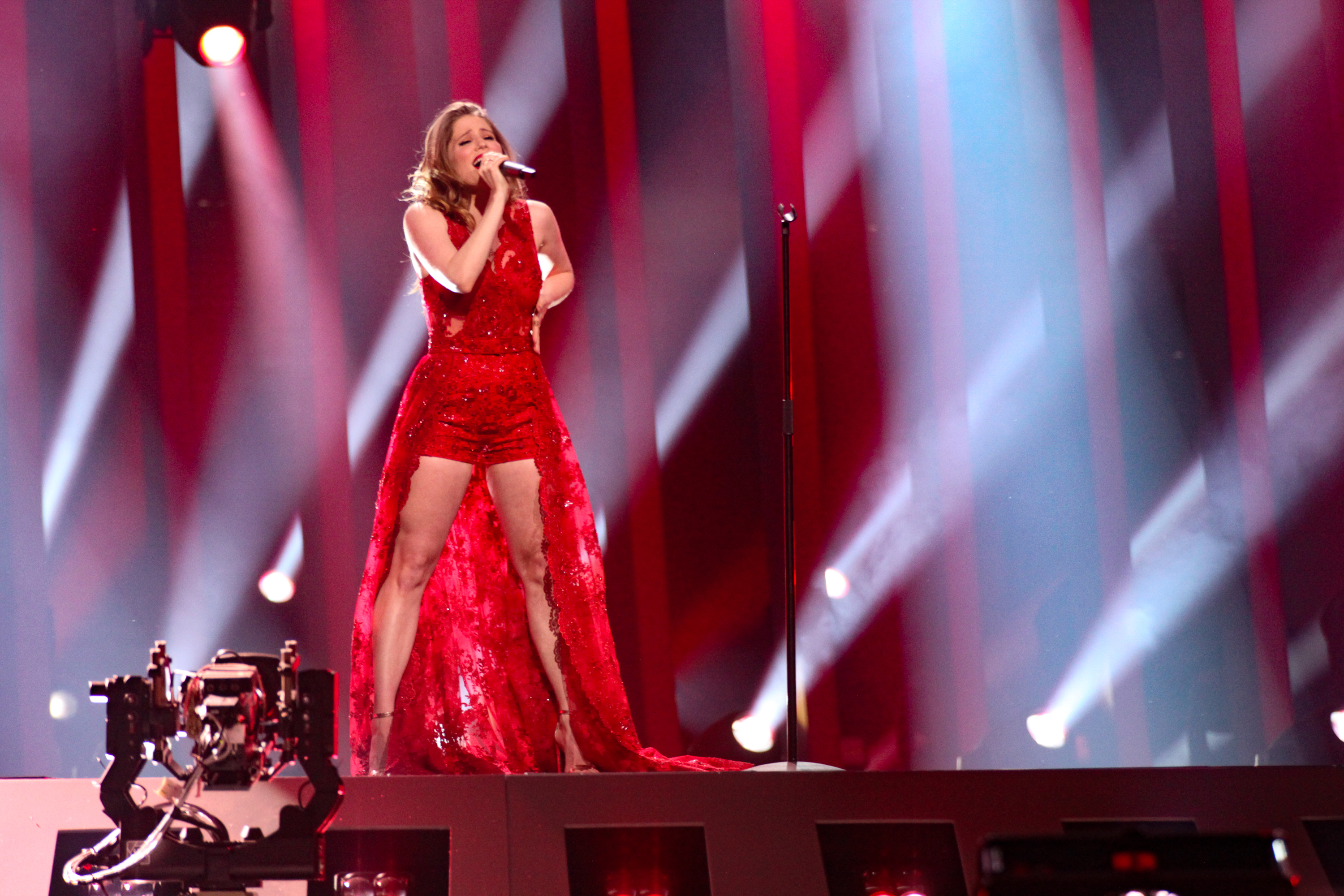
Laura Rizzotto em Lisboa (2018)

## Participações
Legenda
     Vencedor
     2.º lugar
     3.º lugar
     Pontuação Nula ("Null Points")/Último Lugar
     Melhor classificação (fora do top 3)
     Qualificação para a final (fora do top 3)
     País-anfitrião
     Desclassificado
| #   | Ano             | Artista            | Canção                                          | Língua         | Final                    | Pontos                   | Semi                     | Pontos                   |
| --- | --------------- | ------------------ | ----------------------------------------------- | -------------- | ------------------------ | ------------------------ | ------------------------ | ------------------------ |
| 1º  | Estocolmo 2000  | Brainstorm         | "My Star" A minha estrela                       | Inglês         | 3º                       | 136                      | Sem semi-finais          | Sem semi-finais          |
| 2º  | Copenhaga 2001  | Arnis Mednis       | "Too Much" Demasiado                            | Inglês         | 18º                      | 16                       | Sem semi-finais          | Sem semi-finais          |
| 3º  | Tallinn 2002    | Marie N            | "I Wanna" Eu Quero                              | Inglês         | 1º                       | 176                      | Sem semi-finais          | Sem semi-finais          |
| 4º  | Riga 2003       | F.L.Y.             | "Hello from Mars" Olá de Marte                  | Inglês         | 24º                      | 5                        | Sem semi-finais          | Sem semi-finais          |
| 5º  | Istambul 2004   | Fomins & Kleins    | "Dziesma Par Laimi" Uma canção sobre felicidade | Letão          | Não se qualificou        | Não se qualificou        | 17º                      | 23                       |
| 6º  | Kiev 2005       | Valters & Kaža     | "The War Is Not Over" A guerra não está acabada | Inglês         | 5º                       | 153                      | 10º                      | 85                       |
| 7º  | Atenas 2006     | Vocal Group Cosmos | "I Hear Your Heart" Eu oiço o teu coração       | Inglês         | 16º                      | 30                       | Top 11 no ano anterior   | Top 11 no ano anterior   |
| 8º  | Helsínquia 2007 | Bonaparti.lv       | "Questa notte" Esta noite                       | Italiano       | 16º                      | 54                       | 5º                       | 168                      |
| 9º  | Belgrado 2008   | Pirates of the Sea | "Wolves of the Sea" Lobos do Mar                | Inglês         | 12º                      | 83                       | 6º                       | 86                       |
| 10º | Moscovo 2009    | Intars Busulis     | "Probka" Engarrafamento                         | Russo          | Não se qualificou        | Não se qualificou        | 19º                      | 7                        |
| 11º | Oslo 2010       | Aisha              | "What For?" Para quê?                           | Inglês         | Não se qualificou        | Não se qualificou        | 17º                      | 11                       |
| 12º | Düsseldorf 2011 | Musiqq             | "Angel in Disguise" Anjo Disfarçado             | Inglês         | Não se qualificou        | Não se qualificou        | 17º                      | 25                       |
| 13º | Baku 2012       | Anmary             | "Beautiful Song" Música Bonita                  | Inglês         | Não se qualificou        | Não se qualificou        | 16º                      | 17                       |
| 14º | Malmö 2013      | PeR                | "Here We Go" Aqui vamos nós                     | Inglês         | Não se qualificou        | Não se qualificou        | 17º                      | 13                       |
| 15º | Copenhaga 2014  | Aarzemnieki        | "Cake To Bake" Bolo Para Cozinhar               | Inglês & Letão | Não se qualificou        | Não se qualificou        | 13º                      | 33                       |
| 16º | Viena 2015      | Aminata            | "Love injected" Amor injectado                  | Inglês         | 6º                       | 186                      | 2º                       | 155                      |
| 17º | Estocolmo 2016  | Justs              | "Heartbeat" Batida do coração                   | Inglês         | 15º                      | 132                      | 8º                       | 132                      |
| 18º | Kiev 2017       | Triana Park        | "Line" Linha                                    | Inglês         | Não se qualificou        | Não se qualificou        | 18º                      | 21                       |
| 19º | Lisboa 2018     | Laura Rizzotto     | "Funny Girl" Rapariga engraçada                 | Inglês         | Não se qualificou        | Não se qualificou        | 12º                      | 106                      |
| 20º | Tel Aviv 2019   | Carousel           | "That Night" Aquela noite                       | Inglês         | Não se qualificou        | Não se qualificou        | 15º                      | 50                       |
|     | Roterdão 2020   | Samanta Tina       | "Still Breathing" Ainda respirando              | Inglês         | A edição não se realizou | A edição não se realizou | A edição não se realizou | A edição não se realizou |
| 21º | Roterdão 2021   | Samanta Tina       | "The Moon Is Rising" A Lua está a Subir         | Inglês         | Não se qualificou        | Não se qualificou        | 17º                      | 14                       |
| 22º | Turim 2022      | Citi Zēni          | "Eat Your Salad" Come a tua Salada              | Inglês         | Não se qualificou        | Não se qualificou        | 14º                      | 55                       |
| 23º | Liverpool 2023  | Sudden Lights      | "Aijā" Aijā                                     | Inglês & Letão | Não se qualificou        | Não se qualificou        | 11º                      | 34                       |
| 24º | Malmö 2024      | Dons               | "Hollow" Vazio                                  | Inglês         | 16º                      | 64                       | 7º                       | 72                       |
| 25º | Basileia 2025   | Tautumeitas        | "Bur man laimi" Abençoa-me                      | Letão          | 13º                      | 158                      | 2º                       | 130                      |

| Ano             | Artista        | Canção               | Final             | Final             | Final             | Final             | Final             | Final             | Semi            | Semi            | Semi            | Semi            | Semi | Semi   |
| Ano             | Artista        | Canção               | Tlv.              | Pontos            | Júri              | Pontos            | Cl.               | Pontos            | Tlv.            | Pontos          | Júri            | Pontos          | Cl.  | Pontos |
| --------------- | -------------- | -------------------- | ----------------- | ----------------- | ----------------- | ----------------- | ----------------- | ----------------- | --------------- | --------------- | --------------- | --------------- | ---- | ------ |
| Moscovo 2009    | Intars Busulis | "Probka"             | Não se qualificou | Não se qualificou | Não se qualificou | Não se qualificou | Não se qualificou | Não se qualificou | Apenas televoto | Apenas televoto | Apenas televoto | Apenas televoto | 19º  | 7      |
| Oslo 2010       | Aisha          | "What For?"          | Não se qualificou | Não se qualificou | Não se qualificou | Não se qualificou | Não se qualificou | Não se qualificou | 17º             | 12              | 17º             | 15              | 17º  | 11     |
| Düsseldorf 2011 | Musiqq         | "Angel in Disguise"  | Não se qualificou | Não se qualificou | Não se qualificou | Não se qualificou | Não se qualificou | Não se qualificou | 15º             | 43              | 19º             | 11              | 17º  | 25     |
| Baku 2012       | Anmary         | "Beautiful Song"     | Não se qualificou | Não se qualificou | Não se qualificou | Não se qualificou | Não se qualificou | Não se qualificou | 15º             | 18              | 18º             | 17              | 16º  | 17     |
| Malmö 2013      | PeR            | "Here We Go"         | Não se qualificou | Não se qualificou | Não se qualificou | Não se qualificou | Não se qualificou | Não se qualificou | 17º             | 13.28           | 15º             | 9.90            | 17º  | 13     |
| Copenhaga 2014  | Aarzemnieki    | "Cake To Bake"       | Não se qualificou | Não se qualificou | Não se qualificou | Não se qualificou | Não se qualificou | Não se qualificou | 13º             | 40              | 12º             | 27              | 13º  | 33     |
| Viena 2015      | Aminata        | "Love injected"      | 8º                | 100               | 2º                | 249               | 6º                | 186               | 3º              | 116             | 2º              | 155             | 2º   | 155    |
| Estocolmo 2016  | Justs          | "Heartbeat"          | 13º               | 63                | 15º               | 69                | 15º               | 132               | 7º              | 68              | 8º              | 64              | 8º   | 132    |
| Kiev 2017       | Triana Park    | "Line"               | Não se qualificou | Não se qualificou | Não se qualificou | Não se qualificou | Não se qualificou | Não se qualificou | 17º             | 20              | 18º             | 1               | 18º  | 21     |
| Lisboa 2018     | Laura Rizzotto | "Funny Girl"         | Não se qualificou | Não se qualificou | Não se qualificou | Não se qualificou | Não se qualificou | Não se qualificou | 15º             | 14              | 6º              | 92              | 12º  | 106    |
| Tel Aviv 2019   | Carousel       | "That Night"         | Não se qualificou | Não se qualificou | Não se qualificou | Não se qualificou | Não se qualificou | Não se qualificou | 16º             | 13              | 13º             | 37              | 15º  | 50     |
| Roterdão 2021   | Samanta Tina   | "The Moon Is Rising" | Não se qualificou | Não se qualificou | Não se qualificou | Não se qualificou | Não se qualificou | Não se qualificou | 16º             | 10              | 16º             | 4               | 17º  | 14     |
| Turim 2022      | Citi Zēni      | "Eat Your Salad"     | Não se qualificou | Não se qualificou | Não se qualificou | Não se qualificou | Não se qualificou | Não se qualificou | 15º             | 16              | 11º             | 39              | 14º  | 55     |
| Liverpool 2023  | Sudden Lights  | "Aijā"               | Não se qualificou | Não se qualificou | Não se qualificou | Não se qualificou | Não se qualificou | Não se qualificou | Apenas televoto | Apenas televoto | Apenas televoto | Apenas televoto | 11º  | 34     |
| Malmö 2024      | Dons           | "Hollow"             | 16º               | 28                | 15º               | 36                | 16º               | 64                | Apenas televoto | Apenas televoto | Apenas televoto | Apenas televoto | 7º   | 72     |
| Basileia 2025   | Tautumeitas    | "Bur man laimi"      | 16º               | 42                | 7º                | 116               | 13º               | 158               | Apenas televoto | Apenas televoto | Apenas televoto | Apenas televoto | 2º   | 130    |

## Apresentadores

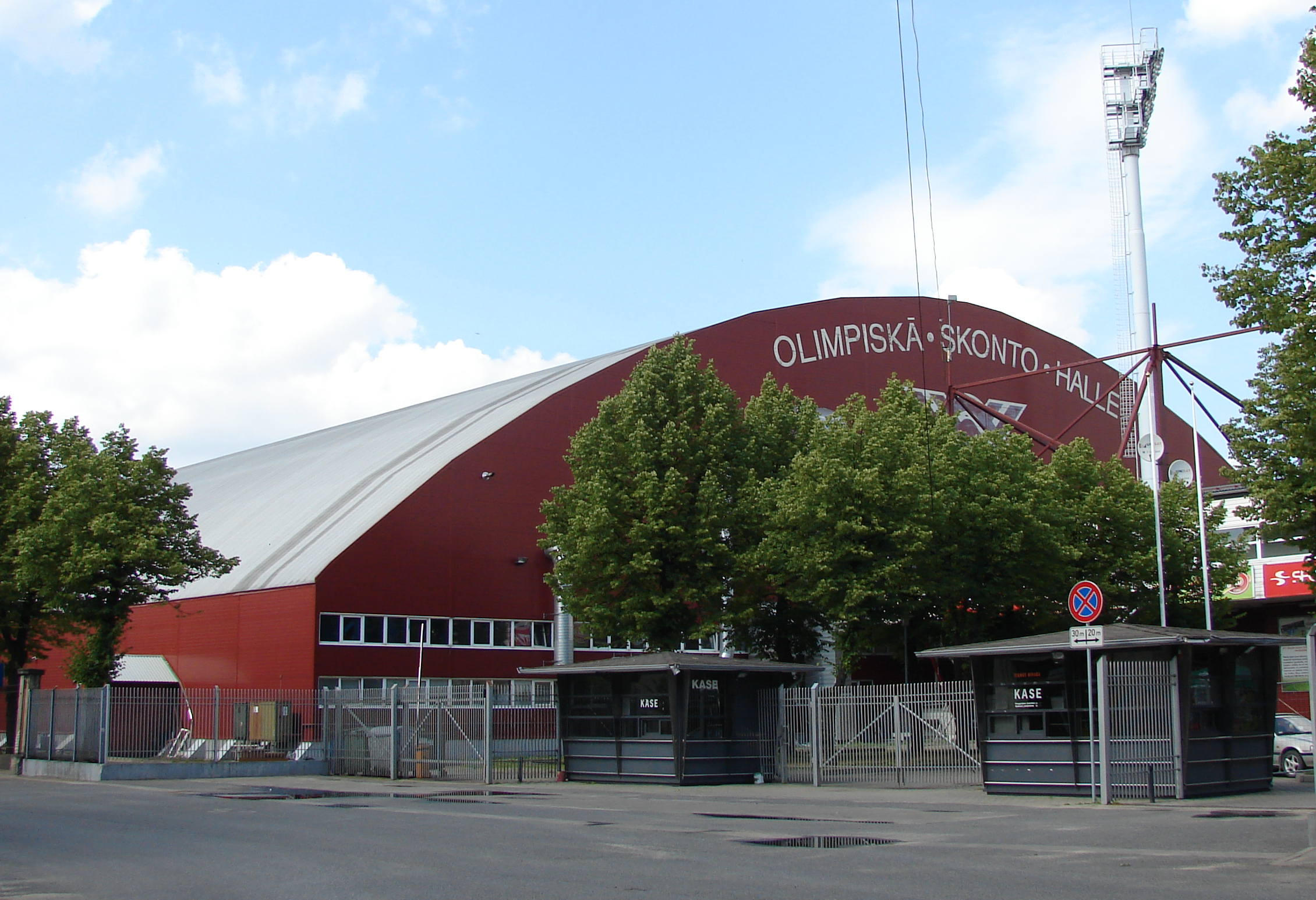
Skonto Hall em Riga, sede do Festival Eurovisão da Canção 2003

| Ano  | Local | Local       | Apresentador(es)                |
| ---- | ----- | ----------- | ------------------------------- |
| 2003 | Riga  | Skonto Hall | Marija Naumova e Renārs Kaupers |

## Comentadores e porta-vozes
| Ano(s) | Televisão           | Televisão                    | Votação             | Votação          | Votação        | Votação                        | Ref.          |
| Ano(s) | Comentador(es)      | Comentador(es) secundários   | Porta-voz           | Idioma utilizado | Cidade         | Plano de fundo                 | Ref.          |
| ------ | ------------------- | ---------------------------- | ------------------- | ---------------- | -------------- | ------------------------------ | ------------- |
| 1998   | Desconhecido        | Desconhecido                 | Não participou      | Não participou   | Não participou | Não participou                 | [ 2 ]         |
| 1999   | Desconhecido        | Desconhecido                 | Não participou      | Não participou   | Não participou | Não participou                 | [ 2 ]         |
| 2000   | Kārlis Streips      | Sem comentadores secundários | Lauris Reiniks      | Inglês           | Riga           | Catedral de Riga               |               |
| 2001   | Kārlis Streips      | Sem comentadores secundários | Renārs Kaupers      | Inglês           | Riga           | Casa dos Cabeças Negras        |               |
| 2002   | Kārlis Streips      | Sem comentadores secundários | Ēriks Niedra        | Inglês           | Riga           | Panorama da cidade             |               |
| 2003   | Kārlis Streips      | Sem comentadores secundários | Ģirts Līcis         | Inglês           | Riga           | Rio Duína Ocidental            | [ 3 ]         |
| 2004   | Kārlis Streips      | Sem comentadores secundários | Lauris Reiniks      | Inglês           | Riga           | Estação Central de Riga        |               |
| 2005   | Kārlis Streips      | Sem comentadores secundários | Marie N             | Inglês           | Riga           | Panorama da cidade             |               |
| 2006   | Kārlis Streips      | Sem comentadores secundários | Mārtiņš Freimanis   | Inglês           | Riga           | Panorama da cidade             |               |
| 2007   | Kārlis Streips      | Sem comentadores secundários | Janis Šipkevics     | Inglês           | Riga           | Panorama da cidade             |               |
| 2008   | Kārlis Streips      | Sem comentadores secundários | Kristīne Virsnīte   | Inglês           | Riga           | Casa dos Cabeças Negras        | [ 4 ]         |
| 2009   | Kārlis Streips      | Sem comentadores secundários | Roberto Meloni      | Inglês           | Riga           | Casa dos Cabeças Negras        |               |
| 2010   | Kārlis Streips      | Sem comentadores secundários | Kārlis Būmeisters   | Inglês           | Riga           | Panorama da cidade             |               |
| 2011   | Valters Frīdenbergs | Uģis Joksts                  | Aisha               | Inglês           | Riga           | Casa dos Cabeças Negras        | [ 5 ]         |
| 2012   | Valters Frīdenbergs | Kārlis Būmeisters(a)         | Valters Frīdenbergs | Inglês           | Riga           | Casa dos Cabeças Negras        | [ 6 ]         |
| 2013   | Valters Frīdenbergs | Kārlis Būmeisters(a)         | Anmary              | Inglês           | Riga           | Panorama da cidade             | [ 7 ]         |
| 2014   | Valters Frīdenbergs | Kārlis Būmeisters(a)         | Ralfs Eilands       | Inglês           | Riga           | Panorama da cidade             | [ 8 ]         |
| 2015   | Valters Frīdenbergs | Toms Grēviņš(b)              | Markus Riva         | Inglês           | Riga           | Biblioteca Nacional da Letónia | [ 9 ]         |
| 2016   | Valters Frīdenbergs | Toms Grēviņš(b)              | Toms Grēviņš        | Inglês           | Riga           | Panorama da cidade             | [ 10 ]        |
| 2017   | Valters Frīdenbergs | Toms Grēviņš(b)              | Aminata             | Inglês           | Riga           | Rio Duína Ocidental            | [ 11 ]        |
| 2018   | Toms Grēviņš        | Magnuss Eriņš(b)             | Dagmāra Legante     | Inglês           | Riga           | Rio Duína Ocidental            | [ 10 ]        |
| 2019   | Toms Grēviņš        | Ketija Šēnberga              | Laura Rizzotto      | Inglês           | Riga           | Ponte Ferroviária de Riga      | [ 12 ] [ 13 ] |
| 2021   | Toms Grēviņš        | Marija Naumova(b)            | Aminata             | Inglês           | Riga           | Ponte Ferroviária de Riga      |               |

Notas:

↑(a)  Apenas a final em 2012 e 2013.
↑(b)  Apenas a final.